# WCW Power Plant
Power Plant era il nome di una scuola di wrestling professionistico situata ad Atlanta, Georgia, di proprietà della World Championship Wrestling. Nacque da un'evoluzione di una scuola già presente, quella di Jody Hamilton, e fu operativa fino alla fine degli anni novanta, producendo un gran numero di wrestler di successo. I provini per l'ingresso nel Power Plant furono interrotti nel dicembre 1999 e la scuola fu definitivamente chiusa nel mese di marzo 2001, in seguito all'acquisizione della WCW da parte della World Wrestling Entertainment.
La fama della scuola e dei suoi istruttori non era delle migliori e a testimonianza di questo c'è questa frase, Pain is temporary, pride is forever (Il dolore è temporaneo, l'orgoglio è per sempre in inglese), che era il motto del Power Plant. Gli allenatori erano considerati alla stregua del più cattivo dei sergenti istruttori e la vita per gli aspiranti lottatori non era sicuramente semplice.

## Allenatori
Questo che segue è l'elenco degli allenatori che hanno lavorato nel Power Plant, in periodi più o meno differenti.
- Jody Hamilton (direttore)
- Paul Orndorff (capo allenatore)
- Dwayne Bruce (capo allenatore)
- Bobby Eaton
- Michael Haynes III
- Lash LeRoux
- Harrison Norris
- Buzz Stern
- Big Ron Studd
- Mike Winner
- Pez Whatley
- Noreen Greenwald
- Debra Miceli

## Talenti
I "prodotti" del Power Plant.

### Uomini
- Tank Abbott
- Bryant Anderson
- C.W. Anderson
- Chad Brock
- David Flair
- Alan Funk
- The Giant
- Bill Goldberg
- Sean O'Haire (iniziò ad allenarsi nel novembre 1999)
- Shane Helms
- Horshu
- Mark Jindrak
- Chris Kanyon (iniziò ad allenarsi nel maggio 1995)
- Evan Karagias
- The Demon
- Kid Romeo
- Lash LeRoux (iniziò ad allenarsi nel 1997)
- Lodi (iniziò ad allenarsi nel 1997)
- Jeremy López
- Lorenzo
- Steve McMichael
- Ernest Miller
- Shannon Moore
- Scotty O
- Diamond Dallas Page
- Chuck Palumbo (iniziò ad allenarsi nel 1998)
- Dave Power
- Dean Power
- Renegade
- Reno
- Mike Sanders (iniziò ad allenarsi nel 1998)
- Shark Boy
- Sonny Siaki
- Sick Boy
- Elix Skipper
- Bob Sapp
- Johnny Stamboli
- The Wall
- Alex Wright
- Jimmy Yang (iniziò ad allenarsi nel 1999)
- Van Hammer

### Donne
- Asya
- Major Gunns
- Midajah O'Hearn
- Stacy Keibler (iniziò ad allenarsi nel 1999)
- Leia Meow
- Sharmell Sullivan (iniziò ad allenarsi nel 1999)
- Tygress
- Daffney Unger
- Queen Debra
- Torrie Wilson

## Risultati
Dal Power Plant uscirono tre futuri WCW World Heavyweight Champions (The Giant, Diamond Dallas Page e Goldberg), due futuri World Heavyweight Champions (Triple H e Goldberg) e due futuri WWF/E Champion (Triple H e Big Show).
Molti dei wrestler usciti dal Power Plant negli ultimi anni, la maggior parte dei quali entrarano nelle stable dei Natural Born Thrillers e dei New Blood, non riuscirono a raggiungere grandi successi.